# Nationaal Albino's Platform Suriname
Het Nationaal Albino's Platform Suriname (NAPS; NAP Suriname) is een organisatie die het opneemt voor de belangen van albino's in Suriname.

## Vooroordelen
Albinisme leidt in Suriname geregeld tot vooroordelen, misvattingen en discriminatie. Pas in februari 2020 werd de traditionele wetgeving van Saramaccaners gelijkgesteld voor onder meer albino's, zoals het recht om begraven te worden op een begraafplaats in plaats van langs de rivier. Ook binnen families in Suriname komt achterstelling voor omdat kinderen worden verscholen of verstoten. Albinisme is in Suriname niet beperkt tot Afro-Surinamers alleen; bij het platform zijn ook albino's uit andere bevolkingsgroepen bekend.

## Oprichting en doelen
Georgine Baina-Towo en haar man Ronald Baina, die zelf albino is, richtten het platform op 3 december 2021 op en fungeren als voorzitter en ondervoorzitter. De twee andere oprichters zijn Rudolf Misidjan en Rifana Seling.
Het bestuur van het platform werd op 7 juni 2022 ontvangen door vicepresident Ronnie Brunswijk. De ontmoeting vormde de aanloop naar de Dag van het Albinisme op 13 juni, wanneer allerlei activiteiten zijn voorbereid om aandacht te vragen voor albino's en ze in de bloemetjes worden gezet. Tijdens de dag wordt de slogan Gewoon mens als u gevoerd, of in de woorden van voorzitter Baina-Towo Een andere schoonheid van god. Op lange termijn streeft de organisatie naar een eigen centrum waar plaats is voor ontmoeting, bemoediging van elkaar, adviezen en begeleiding, zodat albino's een waardige plek in de maatschappij kunnen verwerven.

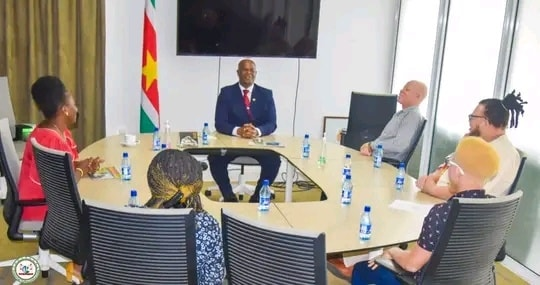
Ontmoeting van vicepresident Ronnie Brunswijk met het bestuur van het Nationaal Albino's Platform Suriname, juni 2022